# Sidi Aïch (Tunisie)
Sidi Aïch (arabe : سيدي عيش) est une petite ville située au sud-ouest de la Tunisie. Elle est rattachée administrativement au gouvernorat de Gafsa.
Cette ville a notamment vu naître Mohammed Gammoudi, athlète et premier champion olympique du pays.